# Royal Canin
Royal Canin ist ein international agierender französischer Hersteller und Vertreiber von Hunde- und Katzenfutter.

## Unternehmen
Der Hauptsitz des 1967 von dem Veterinärmediziner Jean Cathary gegründeten Unternehmens ist Aimargues im Département Gard.
2002 wurde Royal Canin von der Unternehmensgruppe Mars Incorporated gekauft, bleibt aber als eigenständige Marke auf dem Markt.
Royal Canin erwirtschaftete 2008 mit 4500 Angestellten einen Umsatz von 1,5 Milliarden Euro, davon über 80 % außerhalb Frankreichs.
International ist Royal Canin mit Niederlassungen in 90 Staaten vertreten. In Europa ist das Unternehmen Marktführer im Bereich Gesundheitsnahrung für Hunde und Katzen. 
Im Juli 2013 wurde bekannt, dass Royal Canin in der Ukraine Bärenkämpfe sponserte. Das Unternehmen erklärte, dass die „lokale Niederlassung in der Ukraine eine Hundeausstellung gesponsert hat, ohne über die schrecklichen 'Neben-Aktionen' in Kenntnis gesetzt zu werden“, und diese zwischenzeitlich angewiesen wurde, diese Art Sponsoring zu unterbinden.
Royal Canin betreibt zwölf Produktionsstätten:
- Aimargues, Südfrankreich
- Cambrai, Nordfrankreich
- Bruck an der Leitha, Österreich

- Johannesburg, Südafrika
- Rolla, Bundesstaat Missouri, USA
- Descalvado, Brasilien

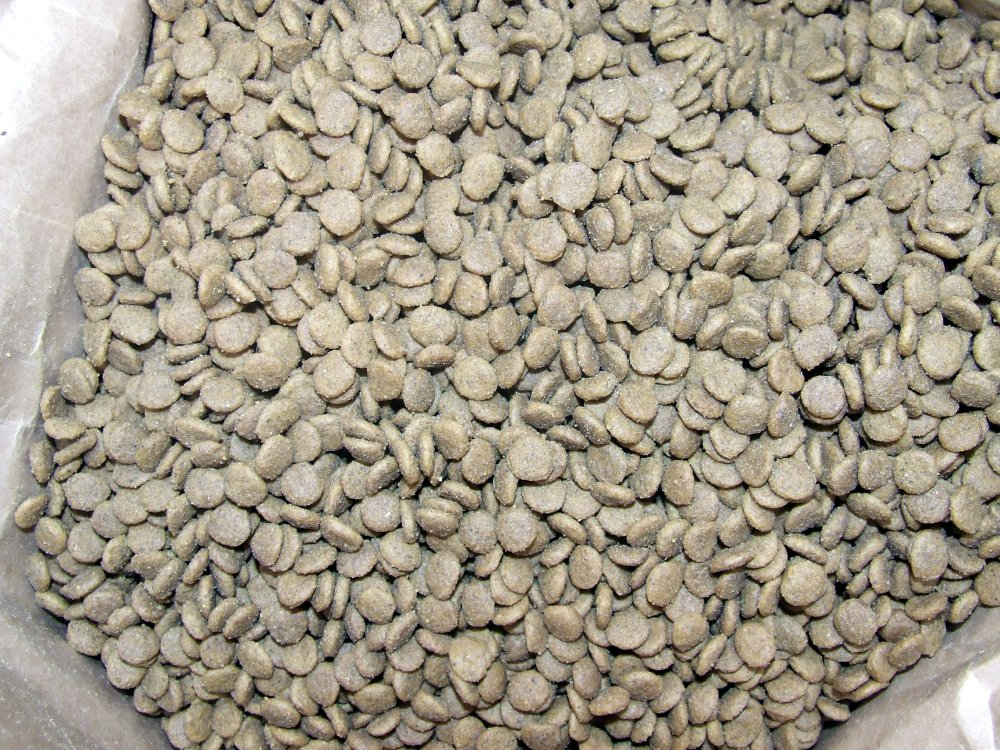
Royal Canin Medium Junior Hunde-Trockenfutter

- González Catán bei Buenos Aires, Argentinien
- Dimitriow bei Moskau, Russland
- Castle Cary bei Bristol, Großbritannien
- Niepołomice, Polen
- Guelph, Canada
- Shanghai, China

Der Vertrieb der ca. 240 Produkte erfolgt sowohl über Züchter und Veterinäre, als auch über Internetshops, den Tierhandel, Bau- und Gartenmärkte mit Tiernahrungsabteilungen, Landhandelsgenossenschaften, u. a., jedoch nicht über den Lebensmittelhandel.